# شهرستان جکسون (مینه‌سوتا)
شهرستان جکسون، مینه‌سوتا (به انگلیسی: Jackson County, Minnesota) شهرستانی در ایالات متحده آمریکا است که در مینه‌سوتا واقع شده‌است.